# Hadriaan van Nes

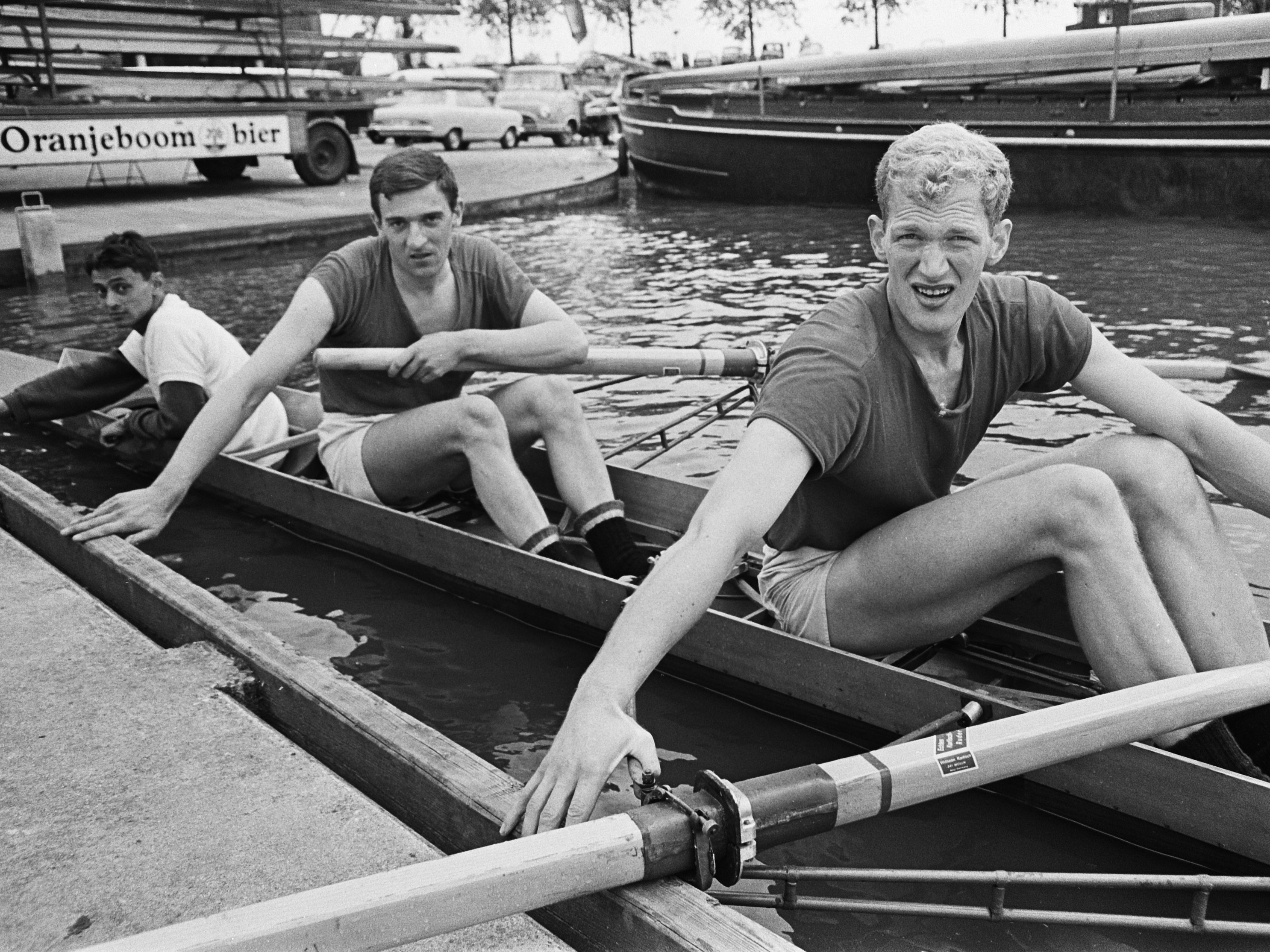
V. r. n. l.: Hadriaan van Nes, Herman Suselbeek und Steuermann Roderick Rijnders (1967)

Hadriaan van Nes (* 7. August 1942 in Gorinchem; † 9. Oktober 2024) war ein niederländischer Ruderer.
Der 1,92 m große Hadriaan van Nes vom Ruderverein D.S.R.V. Laga in Delft gewann seine erste internationale Medaille bei den Europameisterschaften 1965 in Duisburg: Zusammen mit Lex Winter und Steuermann Rody Rijnders erhielt er die Bronzemedaille im Zweier mit Steuermann hinter den Booten aus der Sowjetunion und aus Italien. Bei den Weltmeisterschaften 1966 in Bled gewannen Hadriaan van Nees, Jan van de Graaff und Poul de Haan den Titel vor den Booten aus Frankreich und Italien. 1967 und 1968 ruderte Hadriaan van Nes zusammen mit Herman Suselbeek und Roderick Rijnders. Bei den Olympischen Spielen 1968 gewannen die drei die Silbermedaille hinter den Italienern.
Eeke van Nes, die Tochter von Hadrian van Nes, gewann 1996 und 2000 drei olympische Medaillen im Rudern.